# Versification populaire dans l'Italie du Moyen Âge
La versification populaire est utilisée, en Italie, durant le XIIIe siècle et le XIVe siècle, par des jongleurs mais aussi par des poètes cultivés.
Un poète populaire florentin du début du Quattrocento (XVe siècle), au parler coloré et savoureux, Domenico di Giovanni dit Il Burchiello (littéralement : la petite barque) (1404-1449), barbier à Florence, se rendit célèbre par le langage absurde et paradoxal qu'il utilisait dans ses sonnets, à tel point qu'on parlera, à propos de sa poésie, de poésie « alla burchia » ou « burchiesque. » Il fut l'un des représentants les plus célèbres de cette « poésie populaire » (càntari, serventesi, frottole, strambotti, etc.), dont les rimes résonnaient dans les rues de toute la Toscane à cette époque. Elle va progressivement s'intégrer dans la littérature « sérieuse », apportant ses idées nouvelles, ses images, une coloration linguistique et un rythme qui donnèrent un nouvel élan et renouvelèrent une poésie italienne qui avait tendance à se scléroser, depuis la disparition des trois grands fondateurs, Dante (1266-1321), Pétrarque (1304-1374) et Boccace (1313-1375).

## Les différentes formes de versification populaire
Les formes populaires de versification les plus connues sont :
- Stornello : le stornello est un type de poésie improvisée très simple dont l’argument est l’amour ou la satire, semblable aux comptines.
- Caccia : la caccia est un poème de chasse en vers de différents types, dont la rime est libre, avec des hendécasyllabes
- Contrasto : Le contrasto est une composition sous forme de dialogue, souvent entre deux amoureux mais aussi avec d’autres personnes, sur un ton généralement enjoué et réaliste, entre des choses, comme la rose et la violette, entre des abstractions comme la Vie et la Mort, la jeune-fille et le démon. Dans le contrasto, les répliques du dialogue sont reprises par l’autre comme des attaques ou des reproches. Elle est attachée à un ton réaliste et on peut citer Cielo d'Alcamo, pour la poésie didactique, Bonvesin della Riva entre la Rose et la Violette, pour la poésie religieuse, Jacopone da Todi entre la Vie et la Mort.
- Frottola (frocta: accumulation de mots) : La frottola est une composition privée de structure métrique régulière, formée de vers longs et brefs, avec une rime variable, des paires de monorime : aa, bb,cc, etc.). Elle est très souvent utilisée dans la poésie des jongleurs, mais reprise durant le Quattrocento par Angelo Poliziano et par Laurent de Médicis.
- Ottava : L'Ottava est utilisée à la fin du XIIe siècle surtout dans les poèmes épiques chevaleresques. Elle est souvent appelée « stance » et est formée de vers hendécasyllabiques, les premiers à rimes alternées, les derniers à rimes entrelacées : ABABABCC.
- Strambotto : Le strambotto est formé d’une ottava à rimes alternées dans les premiers vers et à rimes entrelacées dans les deux derniers. Il est utilisé dans la poésie populaire du XIIIe siècle et reprise au XIVe siècle par les poètes cultivés comme il Poliziano. Ce vers, en Toscane, est dénommé rispetto (spicciolato (un à la fois) s'il est composé d’une seule ottava, continuato, s'il est composé par plusieurs ottava).
- Tenzone : La tenzone est un échange, sous forme de sonnets, de répliques entre deux ou plusieurs protagonistes. Habituellement, le premier propose le thème (la proposta), l’autre (ou les autres) y répondent, souvent en conservant les mêmes rimes que celles de la proposition (réponse avec des rimes imposées ou per le rime (c’est-à-dire avec les mêmes rimes que son interlocuteur). Ce type de vers fut très utilisé au XIIIe siècle et au XIVe siècle par les poètes siciliens et du dolce stil novo, mais est aussi adopté par la poésie réaliste comme « rinfaccio » (reproche). La tenzone entre Dante et Forese Donati est célèbre.
- De façon générale, le rythme du vers épouse davantage celui du parler (ou du chant) et n'est pas métriquement aussi strict que chez les poètes du dolce stil nuovo ; on parle, pour ces pré-dantiens, d'anisosyllabisme. Cette option permet quelquefois des solutions beaucoup plus subtiles que celles du mètre constant et systématique d'écrivains somme toute "mineurs" avant la grande école sicilienne.

## Sources
- (it) Cet article est partiellement ou en totalité issu de l’article de Wikipédia en italien intitulé « Metro popolare » (voir la liste des auteurs).